# San Martino in Olza
San Martino in Olza (San Martén o San Martein secondo le varianti del dialetto piacentino) è una frazione del comune italiano di Cortemaggiore, in provincia di Piacenza.

## Geografia fisica
San Martino in Olza si trova ad un'altitudine di 49 m s.l.m., sulla sponda destra del torrente Arda, circa 2 km ad est del capoluogo comunale.

## Origine del nome
Il toponimo Olza secondo l’Affò deriverebbe da Aucia, nome della contea che era parte dello Stato Pallavicino “lungo le rive dell’Arda intorno alla Corte Regia detta Maggiore, dove poi la nobil Terra di Cortemaggiore fondossi”. L’Affò dice che essendosi alterata con il tempo la pronuncia del dittongo “au” per “o” e talvolta per “ol”, “indusse gli abitanti a dire Ocia, e Olcia, e poi Oza, ed Olza”.
L’abate Nicolli qualche decennio più tardi conferma la ricostruzione dell’Affò e spiega perché il toponimo Olza sia molto diffuso in Italia e fuori dai confini nazionali: “Dunque infine il nome Ozza il qual è lo stesso che quello di Olza che fu Aucia e Aucense indica un luogo limaccioso, o di acqua.”

## Storia
Il popolamento del territorio di San Martino in Olza già in età romana trova riscontro nel ritrovamento del 1994, avvenuto durante lo sbancamento per la costruzione di una vasca all’interno della centrale di compressione del gas della Snamprogetti, di una piccola necropoli a incinerazione con tracce di strutture abitative riferibili a un insediamento agricolo. Sono state ritrovate sei sepolture riconducibili ad un periodo compreso tra la seconda metà del I secolo a.C. e tutto il I secolo d.C. La totalità delle tombe, eccetto una, sono in cassetta laterizia e contengono corredi quali recipienti per la consumazione del cibo (Patera o coppa a vernice nera), vasi potori e altro vasellame, strumenti di uso quotidiano (fusaiole nella sepoltura femminile) e monete (assi onciali con la testa di Giano Bifronte).
La storia di San Martino in Olza nel periodo medievale è caratterizzata dalla presenza della sua Pieve consacrata a San Martino Vescovo di Tour, che sembra risalire all’anno 461, come testimoniato da un mattone recante l’iscrizione A. I. CCCCLXI, cioè “anno 461 dall’Incarnazione di Cristo”, ritrovato nel 1893 durante alcuni interventi di restauro dell'edificio e che conferma l’ipotesi che la chiesa sia stata costruita sulle rovine di un antico tempio pagano.
La pieve di San Martino risulta essere tra le più antiche della diocesi di Piacenza e con un vasto territorio giurisdizionale; da essa dipendevano le chiese di Vidalenzo, Besenzone, Cortemaggiore, Castel d’Arda, Chiavenna, Solaro e Bergamasco. La pieve era collegiata composta dall’arciprete e altri canonici e chierici residenti in luogo e nelle cappelle dipendenti. L’importanza patrimoniale della pieve non era cospicua e i terreni erano dati per la massima parte in fitto perpetuo.
Il 26 marzo 914 re Berengario I, su richiesta di Giovanni, vescovo di Cremona, che si riteneva danneggiato nella riscossione delle decime, ordinò che si piantassero “certi termini fra le pievi di S. Guiliano della diocesi di Cremona e la pieve di S. Martino in Olza sottoposta al Vescovato di Piacenza”.
Nel 1029 l’imperatore Corrado II il Salico concesse ad Uberto Pallavicino l’investitura delle terre di San Martino e di Besenzone situate in territorio aucense.
Nel 1155 Guido, preposto di Sant'Antonino e l’abate di San Benedetto troncarono amichevolmente una contesa fra l’arciprete di San Martino in Olza e il rettore di San Vitale di Besenzone relativa ai beni di una chiesa distrutta dedicata a San Michele.
Il 19 luglio 1181 venne sottoscritta da Tedaldo, vescovo di Piacenza, e da Offredo, vescovo di Cremona, la risoluzione che poneva termine a una lite per i confini contesi tra l’arciprete Anselmo di San Martino in Olza, nel Piacentino, e l’arciprete Pietro di San Giuliano nel Cremonese. La causa, rimessa nelle mani di Bernardo, rettore della chiesa di Soarza e Oddone della chiesa di Vidalenzo, venne risolta ponendo i termini nella zona tra Olza e Soarza.
Il 6 luglio 1193 si terminò una discordia tra l’arciprete di San Fiorenzo di Fiorenzuola e quello di San Martino in Olza relativa “ai confini dei plebati loro”, definendola amichevolmente.
L’importanza della pieve di San Martino nel corso del Quattrocento è dimostrata dalla presenza di un commissario pontificio, infatti il 9 luglio 1436 il marchese Orlando Pallavicino ottenne dal papa Eugenio IV la conferma della concessione vescovile dell’erezione della chiesa di San Bartolomeo in Busseto in collegiata con bolla diretta a Cristoforo da Noceto, arciprete della pieve di San Martino in Olza, con delegazione allo stesso di partecipare l’approvazione a chi di spettanza. Successivamente, il 21 febbraio 1437, fu l'arciprete di Olza, in qualità di commissario pontificio, a approvare e concedere a Orlando Pallavicino, il quale aveva presentato i relativi documenti, di demolire la vecchia chiesa di San Bartolomeo in Busseto e di costruirne una più ampia.
Verso la fine del Quattrocento iniziò il declino della pieve di San Martino in Olza: la causa fu la nascita di un nuovo paese, Castrum Laurum (Cortemaggiore), voluto dal marchese Gian Lodovico I Pallavicino. La vecchia chiesa del luogo, consacrata a San Lorenzo e ormai fatiscente, posta alle dipendenze della pieve di San Martino, fu sostituita con una nuova chiesa, consacrata nel 1499 e dedicata a Santa Maria delle Grazie e a San Lorenzo Pochi anni dopo, nel 1513, papa Leone X, con bolla del 17 aprile, innalzò alla dignità di colleggiata la chiesa della Natività di Santa Maria delle Grazie in Cortemaggiore unendo ad essa in perpetuo l’arcipretato di San Martino in Olza
Solamente nel 1567-1569 l’incorporazione del capitolo della pieve ebbe piena esecuzione, infatti i canonici di San Martino abbandonarono l’antica sede solo nel 1567 dopo che una bolla di papa Pio V li costrinse ad adempiere alle condizioni poste nella precedente bolla di Leone X.  La chiesa di Cortemaggiore comunque non era stata ancora ultimata e fu l’arciprete Girolamo Casali a completare la fabbrica usando mattoni provenienti dalla canonica e dai fabbricati della pieve di San Martino. Il legame tra la pieve di San Martino e la collegiata di Cortemaggiore venne sancito in una sentenza del vescovo nel 1690 che stabiliva che, in caso di morte dell’arciprete e del canonico sagrista, la cura delle anime della parrocchia di Cortemaggiore, anziché venire affidata ad altri canonici del capitolo o ad altri sacerdoti, spettava al rettore di San Martino in Olza.
Nel 1881 don Antonio Caccioli fu nominato parroco di San Martino, egli avviò un impegnativo restauro della chiesa che, come testimoniato da una lapide posta sulla destra del portale centrale, continuò per circa un decennio, terminando con la riconsacrazione del tempio effettuata il 23 maggio 1903 da parte del vescovo di Piacenza Giovanni Battista Scalabrini.
Nel secondo dopoguerra nella frazione vennero aperti da parte dell'Eni dei pozzi petroliferi., che, a partire dal 1964, ormai prossimi all’esaurimento, furono utilizzati per sviluppare un sistema di stoccaggio del gas proveniente dall’estero, al fine di bilanciare l’approvvigionamento che rimane costante nel corso dell'anno solare, con i consumi che subiscono un significativo aumento nel corso dei mesi invernali. Gli impianti, gestiti dalla società STOGIT, parte del gruppo Eni, permettono anche il trattamento del gas in modo da depurarlo e renderlo conforme ai requisiti di qualità, pressione e temperatura necessari per l’immisione nella rete del consumo. L’attività di stoccaggio a San Martino riguarda il gas movimentato in 37 pozzi che hanno una profondità media di 1500 m rispetto al livello del mare.

## Monumenti e luoghi d'interesse
Chiesa di San Martino VescovoFondata secondo alcune fonti nel 461 su un preesistente tempio pagano, fu collegiata a partire dal XII secolo. Presenta una facciata in stile neogotico in mattoni a vista a salienti divisa in tre porzioni mediante lesene, presenti anche agli angoli, sopra le quali si trovano pinnacoli dotati di guglie in pietra di forma piramidale. L'accesso all'interno avviene tramite tre portali, il principale dei quali è posto in posizione centrale e sormontato da un rosone, mentre i due minori sono situati ai suoi lati. La torre campanaria, edificata in mattoni a vista, si trova addossata alla sinistra dell'abside e presenta una struttura quadrata con cella dotata di monofore a tutto sesto. L'edificio presenta una pianta a basilica a tre navate. Nonostante i numerosi interventi di ristrutturazione, si sono conservati alcuni affreschi databili alla seconda metà del Quattrocento, che provano l’importanza dell’antica pieve: sono quattro figure di santi dipinti sui pilastri: San Bartolomeo, una Santa con la palma del martirio, Sant’Antonio Abate e San Giovanni. Un frammento del dipinto di una Madonna è invece presente in una nicchia del muro della navata sinistra. Nella chiesa si trovano poi le statue lignee di San Martino, benedetta l’11 novembre 1748, e della Madonna dei sette dolori benedetta il 16 giugno 1793 e collocata nella sagrestia; è inoltre presente un crocefisso molto pregiato risalente al Quattrocento che in origine si trovava appeso al soffitto ma fu successivamente spostato in una teca, sul fondo della navata sinistra, e appare come un Cristo Deposto in quanto le braccia sono state fatte aderire al corpo.

## Cultura

### Eventi
Ogni anno, all’ultima domenica di agosto viene organizzata dall’associazione “Amici di San Martino” la  “festa del Chisolino Ripieno” in tre serate, dal venerdì alla domenica, con musica e danze e la presenza di stand gastronomici dove si possono gustare, oltre ai chisolini ripieni, anche i prodotti del territorio e i piatti tipici della cucina piacentina. In concomitanza con la festa del chisolino viene organizzata, già da diversi anni, la “Camminata al Tramonto” su un percorso di 10 km nelle campagne circostanti, con partenza e arrivo presso la chiesa di San Martino.

## Infrastrutture e trasporti
San Martino in Olza è attraversato da una strada comunale che si dirama dalla strada provinciale 26 di Busseto nel centro abitato del capoluogo, nei pressi del ponte sul torrente Arda.